# 湖杭铁路
湖杭铁路，正式名称为合杭高速铁路湖杭段，又名湖州至杭州西至杭黄连接线，是浙江省湖州市、浙江省杭州市境内的高速铁路。线路北起商杭高铁（合杭高铁）湖州站，南至杭温高铁桐庐东站、杭黄高铁桐庐站，正线全长137.8km。2021年11月23日，湖杭铁路整体纳入合杭高速铁路。2022年9月22日开通运营。

## 历史
本线于规划中分属商杭高铁与杭温高铁，作为杭州亚运会的配套工程合并建设。
2018年3月，本线召开可研审查会。
2019年9月17日，线路正式开工。
2020年，中铁十二局集团湖杭铁路6标五分部渌渚制梁场顺利通过国家铁路产品质量监督检验中心投产鉴定检验。
2021年8月29日，全线架梁完工。10月25日，湖杭铁路最后一座转体连续梁——余杭特大桥边跨合龙，湖杭铁路线下工程全线贯通。12月16日，湖杭铁路开始全线铺轨。
2022年1月14日，湖杭铁路正线轨道贯通。3月15日，进入静态验收阶段。4月12日，接触网全线冷滑试验完成。4月28日，工程进入联调联试阶段。7月6日，合杭高铁湖杭段开始试运行。9月22日，湖杭铁路开通运营。

## 路线
本线北起商杭高铁湖州站（并可通过联络线至沪苏湖铁路湖州东站），沿宁杭高铁东侧并行南下，经德清站后于杭州仁和境内折向西至杭州西站，而后于南湖西侧折向南，经富阳西站、桐庐东站与杭温高铁接轨，并在桐庐东站南侧引出联络线至桐庐站。

## 车站
| 湖杭铁路                     |          |          |          |                         |                                        |                              |                          |      |
| 所在地区                     | 所在地区 | 所在地区 | 车站     | 湖州站起计里程 （公里） | 连接铁路                               | 城市轨道交通转乘路线         | 规模                     | 备注 |
| ↑ 续接合杭高速铁路           |          |          |          |                         |                                        |                              |                          |      |
| 浙江省                       | 湖州市   | 吴兴区   | 湖州站   | 0                       | 宁杭高速铁路 沪苏湖铁路 合杭高速铁路   |                              | 5台14线                  |      |
| 浙江省                       | 湖州市   | 德清县   | 德清站   | 35.8                    | 宁杭高速铁路                           | 杭德城际铁路                 | 3台8线                   |      |
| 浙江省                       | 杭州市   | 余杭区   | 杭州西站 | 69.9                    | 沪乍杭高速铁路 杭临绩铁路 杭温高速铁路 | 杭州地铁3号线 杭州地铁19号线 | 6台11线 （远期11台20线） |      |
| 浙江省                       | 杭州市   | 富阳区   | 富阳西站 | 105.2                   | 杭温高速铁路                           |                              | 2台6线                   |      |
| 浙江省                       | 杭州市   | 桐庐县   | 桐庐东站 | 129.6                   | 杭温高速铁路                           |                              | 4台8线                   |      |
| 浙江省                       | 杭州市   | 桐庐县   | 桐庐站   | 137.8                   | 杭昌客运专线                           |                              | 2台4线                   |      |
| 注：斜体为规划或在建中的线路 |          |          |          |                         |                                        |                              |                          |      |

## 未来发展
2020年，杭州市政府答复桐庐县的杭州市人大意见时提出考虑将桐庐东站车场规模由2台6线增加至4台8线，为下步开行通勤化市郊列车创造条件。